# Hylomantis hulli
Hylomantis hulli är en groddjursart som först beskrevs av William Edward Duellman och Joseph R. Mendelson 1995.  Hylomantis hulli ingår i släktet Hylomantis och familjen lövgrodor. IUCN kategoriserar arten globalt som livskraftig. Inga underarter finns listade i Catalogue of Life.